# 許翊筠
許翊筠（1997年4月29日—）為台灣女子足球員，現效力於台北競技俱樂部並為其女足隊首位簽約球員。擔任中華台北女子足球代表隊中場，並在2022年參與亞洲盃足球賽。
畢業於輔仁大學，自2015年加入新竹FC參加木蘭聯賽，大學期間效力於航源女足隊，2019年旅歐挑戰比利時第一級女子聯賽，2020年返台加入花蓮女子足球隊後在三年間奪下兩次木蘭聯賽冠軍。
107學年度UFA大專足球聯賽女子組一級賽事，許翊筠擔任隊長帶領輔仁大學首闖冠軍戰，透過團隊組織及輸送，適時穩定軍心，突破誓言連霸的師大，奪下隊史首冠。擔任中場的許翊筠，同樣也具備優異的射門能力，2022年木蘭聯賽開幕戰首季首顆進球，下半場第52分鐘，許翊筠（花蓮隊）超過25碼的世界波取得1比0的領先，第68分鐘許翊筠禁區內左腳內側再度破門，雙方差距拉開至兩球。最終由花蓮以2比1拿下本季首勝。

2024巴黎奧運資格賽 4:0 完勝印尼 （页面存档备份，存于）
第35分鐘，許翊筠帶球推進過人後直接在禁區外起腳遠射，將球精準吊入球門右上死角。此戰隊長許翊筠賽後受訪表示：「中華隊今天用了比較多年輕的球員，大家都在重新配合組織，很多地方仍須磨合，期待前進下一輪能有更好的表現。」
2024巴黎奧運資格人 5:1 碾壓黎巴嫩 （页面存档备份，存于）
2024巴黎奧運資格賽第二輪，中華女足下半場開場不久，林欣卉助攻插上的許翊筠進球，中華女足取得1比0領先